# Diego Gago
Diego José Gago Bugarín (Vigo, 8 de septiembre de 1987) es un político español, miembro del Partido Popular. Fue presidente de Nuevas Generaciones del Partido Popular hasta abril del 2021 y diputado en el Congreso por Pontevedra durante la XIII y XIV Legislatura.
Desde septiembre de 2023 es director de Estrategia Política en la consultora de incidencia pública beBartlet.

## Biografía
Diego Gago Bugarín es un político del Partido Popular. Nació en la ciudad de Vigo el 8 de septiembre de 1987, es licenciado en Derecho Económico por la Universidad de Vigo, habiendo cursado un año en la Universidade do Minho, en Portugal. Al finalizar sus estudios universitarios ha cursado un Máster en Asesoría Fiscal por el Centro de Estudios Financieros (CEF) y posteriormente otro Máster en Negocio Energético por el Club de la Energía de España. Ha trabajado en la Dirección Regional de Barceló Viajes en  Galicia y Asturias. 
Ha sido concejal del Grupo Municipal Popular en el Ayuntamiento de Vigo desde mayo de 2015 hasta mayo de 2019. 
Ha sido elegido diputado nacional en el Congreso de los Diputados por la circunscripción de Pontevedra, en la XIII legislatura y XIV legislatura, siendo el diputado más joven del Grupo Parlamentario Popular en la primera de ellas.

### Partido Popular
Ha formado parte del comité de dirección del Partido Popular. Previamente ha sido miembro del comité ejecutivo nacional y gallego de la misma formación política.
Desde las elecciones de mayo de 2015 hasta las elecciones de mayo de 2019 ha sido concejal del Grupo Municipal Popular en el Ayuntamiento de Vigo.
El 23 de abril de 2017 fue nombrado presidente nacional de Nuevas Generaciones del Partido Popular en el XIV Congreso Nacional de Nuevas Generaciones celebrado en Sevilla, cargo que desempeñó hasta abril del año 2021, Durante este período ha participado en numerosas tertulias de radio y televisión, trascendiendo singularmente sus buenas relaciones con el líder de Juventudes Socialistas de España, Omar Anguita, aspecto por el que ambos fueron noticia nacional en un momento de gran tensión política entre los dos grandes partidos políticos españoles.
Dentro de la organización juvenil del Partido Popular Nuevas Generaciones del Partido Popular, ha sido presidente provincial de Nuevas Generaciones de Pontevedra (2010-2014) y presidente autonómico de Novas Xeracións de Galicia (2014-2017) y presidente nacional de Nuevas Generaciones de España (2017-2021), bajo las presidencias de Mariano Rajoy Brey y Pablo Casado Blanco.

### Congreso de los Diputados
Concurrió como candidato número dos en la listas del PP en Pontevedra para las elecciones generales de 2019, en donde resultó elegido diputado en ambas elecciones celebradas en ese mismo año.
En el Congreso de los Diputados ha sido portavoz de cambio climático del Grupo Parlamentario Popular en la Comisión de Transición Ecológica y Reto Demográfico y Secretario de la Comisión de Seguridad Vial.
Ha sido ponente de la Ley 7/2021 de 20 de Mayo de Cambio Climático y Transición Energética.
Ha sido ponente de la actualización de Ley de Comercio de Derechos de Emisión de CO2.
Ha sido ponente de la Ley de Movilidad Sostenible.